# Pánuco (Veracruz)
Pánuco es una ciudad mexicana ubicada en el estado de Veracruz, cabecera del municipio homónimo. Se ubica en la región Huasteca Alta, en el norte del estado.

## Historia
Pánuco fue fundada el 26 de diciembre de 1522 por Hernán Cortés, como Villa de Santiesteban del Puerto, el segundo ayuntamiento sobre el continente Americano. Se elevó a la categoría de ciudad el 30 de junio de 1931. Cada 26 de diciembre se conmemora dicha fundación.
El municipio de Pánuco es uno de los 212 municipios que integran el estado de Veracruz de Ignacio de la Llave, se ubica en el extremo norte del estado dentro de la región de la llanura Huasteca.
La palabra “Pánuco” proviene del dialecto huasteco: Pano, que significa Paso y de la voz Co, denotativa de lugar, o sea en “El Paso”, aludiendo al paso del río del mismo nombre. Pánuco, Panotla, Panoayan: vado, puente o pasajero.
Ciudad de antiquísimas tradiciones fue gobernada por el Rey o Señor Cuextecatl, líder que dio su nombre a la región “Cuexteca” o “Huasteca” (Cúe, del maya Ku, que significa santuario), antes asiento de una confederación de tribus que poblaban la zona denominada Tamoanchan.
En 1521 Francisco de Garay fue nombrado adelantado de la Gobernación de Pánuco, cargo que no pudo ejercer, al ser vencido por los aguerridos chichimecas en la zona lacustre de Chila y Tamós. Con el pretexto de vengar la derrota de Garay, Hernán Cortés sale de Coyoacán con sus tropas en los últimos meses de 1522. Con la conquista de Hernán Cortés, en diciembre de 1522 es bautizada como Villa de Santiesteban del Puerto y la considera como fundada el día 26 de diciembre de 1522, fecha en que se celebra la fundación de la ciudad, fue el segundo ayuntamiento sobre el continente americano.
Pánuco es conocido universalmente por haber sido la cuna de la aparición de pozos petroleros y del Huapango, género musical característico de la zona y por su gastronomía con platillos como el emblemático Zacahuilt (tamal), las enchiladas huastecas con cecina, palmito en suero de raíz de la palma, suero del queso, condimentos; palmito con costilla oreada, con raíz de la planta, costilla de puerco y condimentos; entre otros.
Actualmente